# Jacob Neestrup
Jacob Neestrup Hansen (Kopenhagen, 8 maart 1988) is een Deens voetbaltrainer en voormalig voetballer die bij voorkeur op het middenveld speelde. Anno 2024 is hij hoofdtrainer van FC Kopenhagen.

## Carrière

### Voetballer
Hoewel hij op 20 september 2006 zijn debuut maakte voor FC Kopenhagen in de strijd om de Deense voetbalbeker duurde het nog tot de zomer van 2007 voordat Neestrup werd over geheveld naar het eerste elftal. Slechts twee minuten na zijn professionele debuut raakte hij geblesseerd. Het revalidatieproces hield hem acht maanden aan de zijlijn. Na zijn herstelperiode maakte Neestrup op de laatste speeldag van het seizoen 2006/07 zijn debuut voor Byens Hold tegen Vejle.
In mei 2010 werd Neestrup gecontracteerd door de regerend kampioen van IJsland, FH Hafnarfjörður. Zijn verblijf werd echter geen succes door blessures en een auto-ongeluk. Hij keerde terug naar Denemarken om bij Fremad Amager, zijn voormalige jeugdclub, te gaan spelen op het vierde niveau. In 2011 beëindigde hij zijn carrière als voetballer.

### Voetbaltrainer

#### Viborg
Op 20 juni 2019 werd Neestrup aangesteld als hoofdtrainer van Viborg. Eerder was hij al jeugdtrainer en assistent-trainer van Kopenhagen. In december 2020 werd bekend dat Neestrup Viborg zou verlaten om terug te keren bij Kopenhagen als assistent-trainer van Jess Thorup. Toen hij Viborg verliet stond de club op de eerste plaats in de 1. division.

#### Kopenhagen
Thorup werd op 20 september 2022 ontslagen door Kopenhagen, waarna Neestrup werd aangesteld als hoofdtrainer. Ondanks de negende positie op de ranglijst en een achterstand van tien punten op de koploper wist Neestrup de club alsnog naar de landstitel te leiden en won hij ook de Deense voetbalbeker. In het seizoen 2023/24 bereikte hij de knock-outfase van de UEFA Champions League door tweede te worden in een groep met Bayern München, Galatasaray en Manchester United.

## Erelijst

### Als speler
Kopenhagen
- Superligaen: 2008/09
- Deense voetbalbeker: 2008/09

### Als trainer
Kopenhagen
- Superligaen: 2022/23
- Deense voetbalbeker: 2022/23